# Armenischer Fußballpokal 1995/96
Der armenische Fußballpokal 1995/96 war die fünfte Austragung des Pokalwettbewerbs in Armenien.
19 Mannschaften waren startberechtigt. FC Pjunik Jerewan gewann zum ersten Mal den Pokal. Im Finale wurde der FC Kotajk Abowjan mit 3:2 besiegt. Kotajk nahm am Europapokal der Pokalsieger teil, da Pjunik als Meister für den UEFA-Pokal qualifiziert war.

## Modus
Der Pokal wurde in fünf Runden ausgetragen. Die Sieger wurden in Hin- und Rückspiel ermittelt. Bei Torgleichstand entschied zunächst die Anzahl der Auswärts erzielten Tore, danach eine Verlängerung, wurde in dieser nach zweimal 15 Minuten keine Entscheidung erreicht, folgte ein Elfmeterschießen, bis der Sieger ermittelt war. Das Finale wurde in einem Spiel in Jerewan ausgetragen.

## 1. Runde
Die Hinspiele fanden am 31. August 1995, die Rückspiele am 14. September 1995 statt. Folgende Vereine hatten ein Freilos: FC Kapan 81, FC Wanadsor, FC Arabkir Jerewan, SC Nairi Jerewan, FC Karabach Jerewan, FA Ararat Jerewan, FC Schirak Gjumri, FC Jerewan.
|                         | Gesamt      |                       | Hinspiel | Rückspiel |
| ----------------------- | ----------- | --------------------- | -------- | --------- |
| FC Kotajk Abowjan       | 1kampflos 1 | BMA-Arai Etschmiadsin | –        | –         |
| FC Pjunik Jerewan       | 20:20       | FC Armawir            | 11:10    | 9:1       |
| ASS Jerewan             | 12:20       | FC Dinamo Jerewan     | 4:0      | 8:2       |
| FC Aragaz Gjumri        | 4:2         | ZSKA Jerewan          | 3:0      | 2:1       |
| FC Van Jerewan          | 11:10       | FC Dwin Artaschat     | 7:1      | 4:1       |
| FC Sangesur Goris       | 1kampflos 1 | FC Jeghward           | –        | –         |
| FC Aznavour Nojemberjan | 1kampflos 1 | FC Kumajri Gjumri     | –        | –         |
| Zement Ararat           | 1kampflos 1 | FC Lori Wanadsor      | –        | –         |

## Achtelfinale
Die Hinspiele fanden am 1. März 1996, die Rückspiele am 6. und 8. Mai 1996 statt.
|                     | Gesamt      |                         | Hinspiel | Rückspiel |
| ------------------- | ----------- | ----------------------- | -------- | --------- |
| FC Kapan 81         | 1:8         | FA Ararat Jerewan       | 0:2      | 1:6       |
| FC Wanadsor         | 0:8         | FC Schirak Gjumri       | 0:5      | 0:3       |
| FC Sangesur Goris   | 0:7         | FC Van Jerewan          | 0:3      | 0:4       |
| Zement Ararat       | 10:10       | FC Aznavour Nojemberjan | 6:0      | 4:1       |
| FC Aragaz Gjumri    | 01:10       | FC Pjunik Jerewan       | 0:4      | 1:6       |
| FC Kotajk Abowjan   | 6:1         | ASS Jerewan             | 5:1      | 1:0       |
| FC Arabkir Jerewan  | 00:10       | FC Jerewan              | 0:6      | 0:4       |
| FC Karabach Jerewan | 1kampflos 1 | SC Nairi Jerewan        | –        | –         |

## Viertelfinale
Die Hinspiele fanden am 1. und 2. April 1996, die Rückspiele am 5. und 13. April 1996 statt.
|                     | Gesamt |                   | Hinspiel | Rückspiel |
| ------------------- | ------ | ----------------- | -------- | --------- |
| FC Jerewan          | 1:2    | FC Schirak Gjumri | 0:1      | 1:1       |
| FC Karabach Jerewan | 2:3    | FA Ararat Jerewan | 1:3      | 1:0       |
| FC Pjunik Jerewan   | 4:3    | Zement Ararat     | 2:0      | 2:3       |
| FC Van Jerewan      | 1:2    | FC Kotajk Abowjan | 1:0      | 0:2       |

## Halbfinale
Die Hinspiele fanden am 3. und 4. Mai 1996, die Rückspiele am 13. und 14. Mai 1996 statt.
|                   | Gesamt |                   | Hinspiel | Rückspiel |
| ----------------- | ------ | ----------------- | -------- | --------- |
| FC Schirak Gjumri | 1:2    | FC Kotajk Abowjan | 1:1      | 0:1       |
| FA Ararat Jerewan | 1:6    | FC Pjunik Jerewan | 0:2      | 1:4       |

## Finale
| FC Pjunik Jerewan                         | FC Pjunik Jerewan | FC Kotajk Abowjan | FC Kotajk Abowjan |
| ----------------------------------------- | --- | --- | ----------------- |
| FC Pjunik Jerewan                         | \| 28. Mai 1996 in Jerewan (Stadion Hrasdan) \| \| Ergebnis: 3:2 (1:0) \| \| Zuschauer: 3.000 \| \| Schiedsrichter: Gevorg Oganesjan \| | \| 28. Mai 1996 in Jerewan (Stadion Hrasdan) \| \| Ergebnis: 3:2 (1:0) \| \| Zuschauer: 3.000 \| \| Schiedsrichter: Gevorg Oganesjan \| | FC Kotajk Abowjan |
| FC Pjunik Jerewan                         | Armen Awagjan – Artur Mkrttschjan, Wardan Hatschatrjan, Sargis Howsepjan, Tigran Mkrtschjan (70. Gegham Oganesjan) – Aramajis Torojan , Wardan Minasjan, Warasdat Awetissjan, Arsen Awetissjan (80. Armen Samanjan) – Hamlet Mchitarjan, Sejran Poghosjan (65. Andranik Sanasanjan) | Armen Oganesjan – Albert Afjan, Henrich Berberian, Gagik Oganesjan , Artur Dschigardschjan – Robert Mirsojan, Hajik Harutjunjan (65. Karen Hatschatrjan), Lewon Sarkisjan, Mkrtitsch Oganesjan – Vahram Oganesjan, Artur Abadschjan (57. Gagik Manukjan) | FC Kotajk Abowjan |
| FC Pjunik Jerewan                         | 1:0 Hamlet Mchitarjan (45.) 2:0 Arsen Awetissjan (52.) 3:0 Wardan Hatschatrjan | 3:1 Robert Mirsojan (84.) 3:2 Lewon Sarkisjan (85.) | FC Kotajk Abowjan |
| 28. Mai 1996 in Jerewan (Stadion Hrasdan) | | |                   |
| Ergebnis: 3:2 (1:0)                       | | |                   |
| Zuschauer: 3.000                          | | |                   |
| Schiedsrichter: Gevorg Oganesjan          | | |                   |